# Galium shanense
Galium shanense är en måreväxtart som beskrevs av Reba Bhattacharjee. Galium shanense ingår i släktet måror, och familjen måreväxter.
Artens utbredningsområde är Burma. Inga underarter finns listade i Catalogue of Life.